# Niemcy krymscy
Niemcy krymscy (niem. Krimdeutsche) – mniejszość narodowa, zamieszkała na terytorium Półwyspu Krymskiego począwszy od 1783 roku.
W 1783 Krym został zaanektowany przez Rosję, po czym był systematycznie zasiedlany przez Rosjan, Ukraińców i Niemców, aby osłabić tamtejszą populację krymskich Tatarów. W 1939 na Krymie żyło około 60 000 Niemców z 1,1 miliona mieszkańców Krymu. W 1941 nastąpiło wysiedlenie Niemców krymskich do Azji Środkowej.
Od 1994 mają oni małą reprezentację w krymskim parlamencie.